# 小林信明
小林 信明（こばやし しんめい、1906年（明治39年）11月25日 - 2003年（平成15年）3月5日）は、日本の漢文学・中国哲学者。東京教育大学名誉教授。

## 略歴
愛知県出身。東京文理科大学文学部漢文学科卒業。1955年（昭和30年）「古文尚書伝流考」で京都大学文学博士。東京都立北野高等学校教諭、東京教育大学助教授を経て、教授。1970年（昭和45年）定年退官、名誉教授となる。

## 著書
- 『中国上代陰陽五行思想の研究』（大日本雄弁会講談社、1951年（昭和26年））
- 『中国人の思考基底』（大修館書店、1955年（昭和30年））
- 『漢文研究法』（洛陽社、1957年（昭和32年））
- 『古文尚書の研究』（大修館書店、1959年（昭和34年））

### 共編著
- 『唐詩選通解』（渡辺末吾・鎌田正 共著、宝文館、1939年（昭和14年）、新版1952年、1967年ほか）
- 『漢文読本 入門篇』（中西清、鎌田正、尾関富太郎、大木春基、牛島徳次、鈴木修次共編、大修館書店、1951年（昭和26年））
- 『高等漢文 巻1』（中西清、鎌田正、尾関富太郎、大木春基、牛島徳次、鈴木修次共編、大修館書店、1952年（昭和27年））
- 『漢文便覧 テーブル式 デラックス版』（市木武雄、長谷川節三共著、評論社、1963年（昭和38年））
- 『新選漢和辞典 改訂新版』編（小学館、1966年（昭和41年））
- 『列子　新釈漢文大系 第22』（明治書院、1967年（昭和42年））
- 『報徳学本教』（訓読、井上勝英編、農村更生協会。1992年（平成4年））
- 『学習新漢字辞典 新装第2版』（馬淵和夫共監修、志村和久著、講談社、1998年（平成10年））
- 『列子 新書漢文大系24』（西林真紀子編、明治書院、2004年（平成16年））